# Rik de Voest
Rik de Voest es un extenista sudafricano nacido en Milán (Italia) el 5 de junio de 1980.
Tiene dos títulos ATP y su máximo ranking en individuales fue el puesto 110 en agosto de 2006, mientras que en dobles ocupó el puesto 39 en abril de 2009.
Jugó para su país la Copa Davis, habiendo debutado con un triunfo sobre Hungría por 3-2.

## Títulos (2; 0+2)

### Clasificación en torneos del Grand Slam
| Torneo          | 2010 | 2008 | 2007 | Títulos |
| --------------- | ---- | ---- | ---- | ------- |
| Australian Open | —    | —    | —    | 0       |
| Roland Garros   | —    | —    | —    | 0       |
| Wimbledon       | 1r   | —    | 1r   | 0       |
| US Open         | 1r   | 1r   | 2r   | 0       |

### Dobles (2)
| Leyenda                |
| Grand Slam (0)         |
| Tennis Masters Cup (0) |
| ATP Masters Series (0) |
| ATP Tour (2)           |

| N.º | Fecha                    | Torneo | Superficie | Pareja          | Oponentes en la final        | Resultado       |
| --- | ------------------------ | ------ | ---------- | --------------- | ---------------------------- | --------------- |
| 1.  | 16 de septiembre de 2007 | Pekín  | Dura       | Ashley Fisher   | Chris Haggard Yen-Hsun Lu    | 6-7(3) 6-0 10-6 |
| 2.  | 28 de febrero de 2009    | Dubai  | Dura       | Dmitry Tursunov | Martin Damm Robert Lindstedt | 4-6 6-3 10-5    |

### Finalista en dobles (1)
- 2009: Johannesburgo (junto a Ashley Fisher pierden ante James Cerretani / Dick Norman)

### Challengers (5)
| N.º | Fecha                 | Torneo     | Superficie | Oponente en la final | Resultado     |
| --- | --------------------- | ---------- | ---------- | -------------------- | ------------- |
| 1.  | 21 de febrero de 2005 | Cherbourg  | Dura       | Nicolas Mahut        | 7-5 6-2       |
| 2.  | 10 de octubre de 2005 | Sacramento | Dura       | Phillip Simmonds     | 3-6 6-3 6-4   |
| 3.  | 24 de abril de 2006   | México     | Dura       | Glenn Weiner         | 7-6(2) 7-6(2) |
| 4.  | 31 de julio de 2006   | Vancouver  | Dura       | Amer Delic           | 7-6(4) 6-2    |
| 5.  | 22 de marzo de 2010   | Rimouski   | Dura       | Tim Smyczek          | 6-0 7-5       |

### Finalista en Individuales Challengers (5)
- 2002:
  - Challenger de Puebla pierde ante Alex Bogomolov Jr. por 6-7(2) 3-6 sobre superficie dura.
- 2006:
  - Challenger de Noumea pierde ante Gilles Simon por 2-6 7-5 2-6 sobre superficie dura.
- 2007:
  - Challenger de Durban pierde ante Mathieu Montcourt por 7-5 3-6 2-6 sobre superficie dura.
  - Challenger de Tallahassee pierde ante Jo-Wilfried Tsonga por 1-6 4-6 sobre superficie dura.
- 2009:
  - Challenger de Johannesburgo pierde ante Fabrice Santoro por 5-7 4-7 sobre superficie dura.

### Dobles Challengers (16)
| N.º | Fecha                    | Torneo           | Superficie    | Pareja             | Oponentes en la final                 | Resultado              |
| --- | ------------------------ | ---------------- | ------------- | ------------------ | ------------------------------------- | ---------------------- |
| 1.  | 7 de mayo de 2001        | Fergana          | Dura          | Ígor Kunitsyn      | Simon Larose Michael Tebbutt          | 6-1 6-7(4) 6-3         |
| 2.  | 13 de mayo de 2002       | Fergana          | Dura          | Dirk Stegmann      | Tuomas Ketola Aisam Ul Haq Qureshi    | 6-3 7-5                |
| 3.  | 24 de febrero de 2003    | Cherbourg        | Dura          | Benjamin Cassaigne | Brandon Coupe Scott Humphries         | 6-7(17) 7-6(5) 7-6(11) |
| 4.  | 10 de marzo de 2003      | Ho Chi Minh      | Dura          | Wesley Moodie      | Rohan Bopanna Fred Hemmes             | 6-3 3-6 6-3            |
| 5.  | 23 de junio de 2003      | Andorra la Vieja | Dura          | Tuomas Ketola      | Ricardo Mello Alexandre Simoni        | 6-4 3-6 6-4            |
| 6.  | 21 de julio de 2003      | Campos do Jordão | Dura          | Giovanni Lapentti  | Carlos Berlocq Miguel Gallardo Valles | 6-1 7-5                |
| 7.  | 29 de septiembre de 2003 | Tumkur           | Dura          | Prakash Amritraj   | Michal Mertinak Branislav Sekac       | 6-4 6-3                |
| 8.  | 23 de febrero de 2004    | Ho Chi Minh      | Dura          | Fred Hemmes        | Vadim Kutsenko Yuri Schukin           | 6-3 6-3                |
| 9.  | 1 de marzo de 2004       | Kioto            | Carpeta       | Fred Hemmes        | Yen Hsun Lu Jason Marshall            | 6-3 6-7(10) 6-4        |
| 10. | 22 de marzo de 2004      | Tasmania         | Dura          | Yen Hsun Lu        | Leonardo Azzaro Oliver Marach         | 6-3 1-6 7-5            |
| 11. | 24 de mayo de 2004       | Liubliana        | Tierra batida | Giovanni Lapentti  | Robert Lindstedt Michael Russell      | 6-3 6-4                |
| 12. | 7 de febrero de 2005     | Dallas           | Dura          | Giovanni Lapentti  | Ramón Delgado André Sá                | 6-4 6-4                |
| 13. | 14 de febrero de 2005    | Joplin           | Dura          | Lukasz Kubot       | Nick Monroe Jeremy Wurtzman           | 7-6(4) 6-4             |
| 14. | 3 de abril de 2006       | Tallahassee      | Dura          | Glenn Weiner       | Tripp Phillips Bobby Reynolds         | 3-6 6-3 10-0           |
| 15. | 13 de noviembre de 2006  | Champaign        | Dura          | Rajeev Ram         | André Sá Brian Wilson                 | 5-7 6-4 10-7           |
| 16. | 22 de enero de 2007      | Durban           | Dura          | Dominik Meffert    | Stephane Bohli Noam Okun              | 6-4 6-2                |

### Finalista en Challengers Dobles (14)
- 2003:
  - Challenger de Grenoble junto a Johan Landsberg pierden ante Paul Baccanello y Harel Levy por 7-5 4-6 6-7(5) sobre superficie dura.
  - Challenger de Dharwad junto a Prakash Amritraj pierden ante Sanchai Ratiwatana y Sonchat Ratiwatana por 6-3 3-6 5-7 sobre superficie dura.
- 2004:
  - Challenger de Dallas junto a Eric Taino pierden ante Jordan Kerr y Todd Perry por 5-7 3-6 sobre superficie dura.
  - Challenger de Binghamton junto a Nathan Healey pierden ante Huntley Montgomery y Tripp Phillips por 6-7(6) 6-7(4) sobre superficie dura.
  - Challenger de Mauricio junto a Jeff Coetzee pierden ante Andrei Pavel y Gabriel Trifu por 3-6 4-6 sobre superficie dura.
- 2005:
  - Challenger de México, D. F. junto a Lukasz Kubot pierden ante Rajeev Ram y Bobby Reynolds por 1-6 7-6(7) 6-7(4) sobre superficie dura.
  - Challenger de Forest Hills junto a Nathan Healey pierden ante Richard Barker y Huntley Montgomery por 6-3 5-7 6-7(6) sobre césped.
  - Challenger de Lexington junto a Roger Anderson pierden ante Scoville Jenkins y Bobby Reynolds por 4-6 4-6 sobre superficie dura.
  - Challenger de Tulsa junto a Harel Levy pierden ante Scott Lipsky y David Martin por 0-6 2-6 sobre superficie dura.
  - Challenger de Seúl junto a Lukasz Kubot pierden ante Alexander Peya y Björn Phau por 6-0 4-6 7-10 sobre superficie dura.
- 2006:
  - Challenger de Valencia (California) junto a Glenn Weiner pierden ante John Paul Fruttero y Sam Warburg por 5-7 3-6 sobre superficie dura.
  - Challenger de México, D. F. junto a Glenn Weiner pierden ante Pierre Ludovic Duclos y André Ghem por 4-6 6-0 3-10 sobre superficie dura.
  - Challenger de Vancouver junto a Glenn Weiner pierden ante Eric Butorac y Travis Parrott por 6-4 3-6 9-11 sobre superficie dura.
  - Challenger de Nashville junto a Eric Nuñez pierden ante Scott Lipsky y David Martin por 7-6(7) 4-6 6-10 sobre superficie dura.

### Clasificación en torneos del Grand Slam
| Torneo               | 2004 | Títulos |
| -------------------- | ---- | ------- |
| Abierto de Australia | -    | 0       |
| Roland Garros        | -    | 0       |
| Wimbledon            | 1r   | 0       |
| US Open              | -    | 0       |
| Tennis Masters Cup   | -    | 0       |